# Cratere Muriel
Muriel  è un cratere sulla superficie di Venere.